# 계방산 (강원)
계방산(桂芳山)은 대한민국 강원특별자치도 평창군과 홍천군 사이에 있는 높이 1,577m의 산이다.
주목, 철쭉 등이 군락을 이루고 있어 일대가 생태계 보호지역으로 지정되었다.
정상의 동남쪽 아래 방아다리약수터 일대의 수만 평에 조성한 낙엽송 전나무 숲과 주목 군락은 일찍이 여느 산에서 찾아볼 수 없는 장관이기도 하다. 
약수터와 이승복기념관이 있고 접근로도 좋은 편이어서 찾는 이가 많다.

## 같이 보기
- 한국의 산